# Pedro Delgado Campaña
Pedro Miguel Delgado Campaña (10 de noviembre de 1962) fue el presidente del Banco Central del Ecuador. 
Pedro Delgado ejercía el cargo de presidente de Banco Central del Ecuador, cuando, tras una investigación, se hizo público el hecho de que falsificó su título como economista en la Pontificia Universidad Católica del Ecuador, que no finalizó. Esto desencadenó una serie de eventos, como la revocación de su una maestría en administración en el INCAE Business School, y su posterior renuncia a su cargo.
Durante los gobiernos de Abdalá Bucaram y de Jamil Mahuad se desempeñó como Gerente de Riesgo de la Corporación Financiera Nacional (CFN), siendo Pedro Delgado uno de los ideológos del decreto ejecutivo #1492 durante la crisis financiera en Ecuador de 1999 que obligaba a la CFN a canjear los certificados de depósito reprogramables que a su vez estaban obligados a recibir los bancos privados de los tenedores particulares -decreto que la Comisión de Investigación de Delitos Financieros de 2007 y otras investigaciones señalan como causante de la quiebra de la CFN en 2000. En los gobiernos de Jamil Mahuad y Gustavo Noboa fue Intendente Nacional de Instituciones Financieras. Posteriormente Delgado residió en Estados Unidos de 2000 a 2007 alegando persecución política en Ecuador. En el trascurso del gobierno de Rafael Correa le fueron delegadas algunas funciones: presidió el Fideicomiso "AGD CFN No Más Impunidad", dirigió la Unidad de Gestión y Ejecución de Derecho Público (UGEDEP, entidad sucesora de la AGD), y desde 2011 fue presidente del Banco Central del Ecuador hasta su renuncia en 2012 motivada por fungir de economista durante 20 años sin haber obtenido su título.
Pedro Delgado también ha formado parte de proyectos de carácter internacional, junto al Banco Interamericano de Desarrollo (BID), el Banco Mundial (BM), o el Fondo Monetario Internacional (FMI).
Delgado Campaña es primo en segundo grado de Rafael Correa Delgado, expresidente de Ecuador.